# Yūki (nome)
Yūki (in giapponese: 優希 o 悠希 o 優輝 o 悠生) è un nome proprio di persona giapponese maschile e femminile.

## Varianti
Yuuki.

## Origine e diffusione
Come molti nomi giapponesi, può essere tratto da diversi kanji combinati, come 優 (yū, "eccellenza", "superiorità", "gentilezza") o 悠 (yū, "permanenza") e 希 (ki, "speranza") o 輝 (ki, "luminosità") o ancora 生 (ki, "vivente").

## Onomastico
Yūki è un nome adespota, non essendo portato da nessun santo. L'onomastico ricade pertanto il 1º novembre, giorno di Ognissanti.

## Persone
- Yūki Tsunoda, pilota automobilistico giapponese.